# Desigualdad de ingreso en Estados Unidos

Desigualdad de ingreso en Estados Unidos

La desigualdad de ingreso en Estados Unidos es la extensión en la cual el ingreso, más comúnmente medido por el ingreso familiar o individual, es distribuido en forma desigual. Si bien parece existir un consenso entre los científicos sociales que es necesario algún grado de desigualdad de ingreso, la extensión de la desigualdad económica y sus implicaciones en la sociedad continúan siendo objeto de gran debate desde hace más de un siglo. La mayoría de los científicos sociales cree que la desigualdad de ingreso plantea actualmente un problema para la sociedad estadounidense, siendo considerada por Alan Greenspan "una tendencia muy perturbadora". Mientras tanto, otros, en su mayor parte científicos sociales conservadores argumentan que la desigualdad social es principalmente el resultado de que haya más trabajadores en la familia promedio y su edad y educación, y que la desaparición de la clase media es más estadística que real.
Una encuesta de 2004 respondida por mil economistas mostró que la mayoría estaba a favor de la "redistribución". Un estudio elaborado por el Southern Economic Journal encontró que "71% de los economistas estadounidenses creen que la distribución de la renta en los Estados Unidos debe ser más equitativa y el 81% siente que la redistribución del ingreso es un rol legítimo del gobierno." Información procedente del Departamento de Comercio de los Estados Unidos y del Internal Revenue Service indica que la desigualdad de ingreso ha ido incrementado desde los años 1970, mientras que declinó durante mediados del siglo XX.
Para 2006, Estados Unidos tiene uno de los niveles más altos de desigualdad de ingreso, medido según el coeficiente de Gini, entre los países del mundo con mayor ingreso, comparable en ello con algunos países de ingreso medio tales como Rusia o Turquía. Esto lo convierte en uno de los pocos países desarrollados donde la desigualdad se ha incrementado desde 1980.

Como he dicho a menudo... este [desigualdad de ingreso creciente] no es el tipo de cosa que una sociedad democrática —una sociedad democrática capitalista— puede aceptar realmente sin pronunciamiento. - Alan Greenspan, junio de 2005

Mientras que la educación y la creciente demanda de trabajo especializado es a menudo citado como una causa de mayor desigualdad, muchos científicos sociales, tales como los economistas Paul Krugman y Timothy Smeeding y el politólogo Larry Bartels, señalan a la política pública como la causa principal de la desigualdad. Sostienen que la educación no puede ser la causa de la amplia brecha entre el 1% de la población y el resto, incluyendo a los profesionales bien educados y que Estados Unidos es único al haber experimentado tal crecimiento de la desigualdad, una tendencia que si fuera ocasionada por la educación se habría manifestado en otros países desarrollados. Si bien la competencia, productividad y experiencia laboral, herencia, género y raza tienen una fuerte influencia en el ingreso personal, el ingreso familiar ha sido en gran medida afectado por el número de personas con ingresos, con lo cual se contribuye a la desigualdad entre familias de acuerdo a la cantidad de personas que trabajan en ellas. Pero, otras causas de desigualdad de ingreso, especialmente aquellas detrás de su reciente incremento, siguen siendo desconocidas.

## Antecedentes
En la primera mitad del siglo XX, cambió la oferta de mano de obra especializada. Como resultado, el país experimentó un descenso de la desigualdad debido a las menores tasas de trabajadores capacitados en relación con los trabajadores sin capacitación. A pesar de la disminución de la desigualdad durante las década de 1940, 1950 y 1960, la desigualdad ha ido en incremento desde entonces. Si bien se incrementó el ingreso en todas las capas sociales, la clase alta vio un aumento sustancialmente mayor de sus ingresos. Según la economista Janet Yellen, "el crecimiento [en ingreso real] estuvo fuertemente concentrado en el extremo del top, esto es, el top 1%."
Un análisis de 2006 del IRS con información de ingresos elaborado por los economistas Emmanuel Saez de la Universidad de California, Berkeley y Thomas Piketty de la Escuela de Economía de París mostró que la parte del ingreso del 1% superior de la población era tan grande en 2005 como en 1928. La información reveló que los ingresos reportados aumentó en un 9% en 2005, con un promedio de incremento del 14% para el 1% superior y el 90% inferior cayendo ligeramente un 0,6%. Entre 1979 y 2005, el promedio de ingreso después del pago de impuesto para el 1% se incrementó en 176%, comparado al incremento del 69% para el quintil superior, 20% para el cuarto quintil, 21% para el quintil medio, 17% para el segundo quintil y 6% para el quintil inferior. Para el mismo período, la cuota agregada de ingreso después de impuestos mantenido por el percentil superior aumentó de 7,5% al 14%. La menguada influencia política de los sindicatos, resultó en el declive de las tasas de membresía de los mismos y en una menor redistribución del gobierno, así como un gasto menor en servicios sociales, son comúnmente citados como las causas de esta tendencia. El economista Timothy Smeeding resumió la tendencia actual de desigualdad creciente en un artículo del Social Science Quarterly:

Los estadounidenses tienen la mayor desigualdad de ingreso en el mundo rico y, en los últimos 20-30 años, los norteamericanos han experimentado también el mayor incremento en desigualdad de ingreso entre los países ricos. Mientras más detallada la información que usamos para observar este cambio, más desigual parece ser el cambio... la mayoría de las grandes ganancias están, en efecto, en la parte superior de la distribución.